# Sommer-Paralympics 2016/Teilnehmer (El Salvador)
| stlisierte Goldmedaille | stlisierte Silbermedaille | stlisierte Bronzemedaille |
| ----------------------- | ------------------------- | ------------------------- |
| —                       | —                         | —                         |

El Salvador entsandt zu den Paralympischen Sommerspielen 2016 in Rio de Janeiro einen Athleten.

## Teilnehmer nach Sportart

### Powerlifting
| Männer           |       |                         |                         |                         |   |   |
| Herbert Aceituno | 72 kg | 185,0 kg (nicht gültig) | 185,0 kg (nicht gültig) | 185,0 kg (nicht gültig) | - | - |